# Lokalfarbe

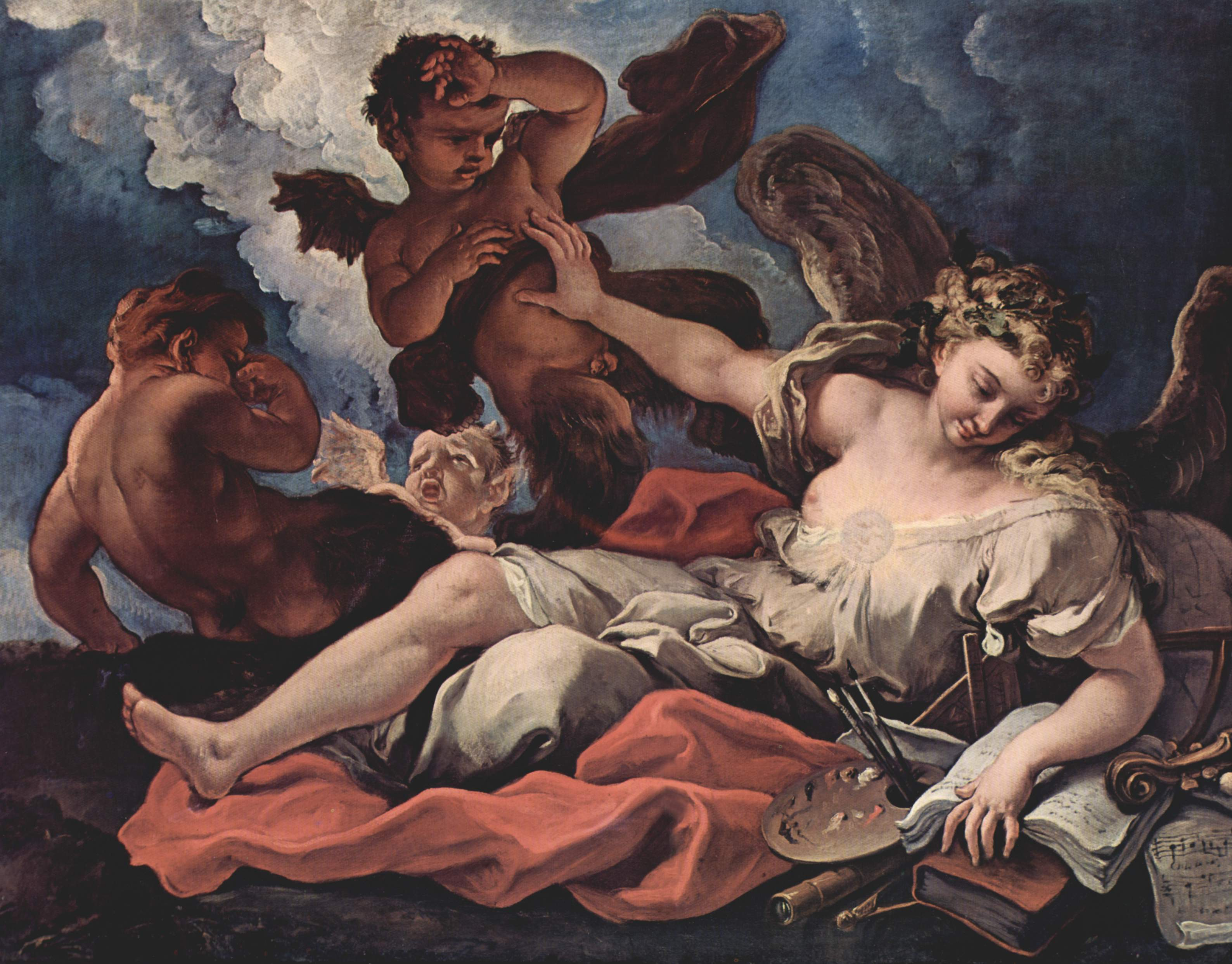
Allegorie der Künste von Sebastiano Ricci. Die Gegenstände (Buch, Hautfarbe, Himmel, Kleidung) sind in Erscheinungsfarbe dargestellt.

Die Lokalfarbe oder Gegenstandsfarbe (auch Dingfarbe, Eigenfarbe, farbiger Eigenwert, Gedächtnisfarbe, Körperfarbe, Lokalton, Materialfarbe, Oberflächenfarbe oder Objektfarbe) ist eine Farbfunktion und gibt die charakteristische, objektive Farbe eines Gegenstandes wieder. Wird die Lokalfarbe durch Modellierung, Schattierung und Spitzlichter (Glanzlichter, Lichtreflexe) beeinflusst, wird sie zur Erscheinungsfarbe (einer weiteren Farbfunktion). Die Lokalfarbe besitzt in der gegenständlichen Kunst die Aufgabe, Gegenstände zu bezeichnen und abzubilden.

## Beschreibung

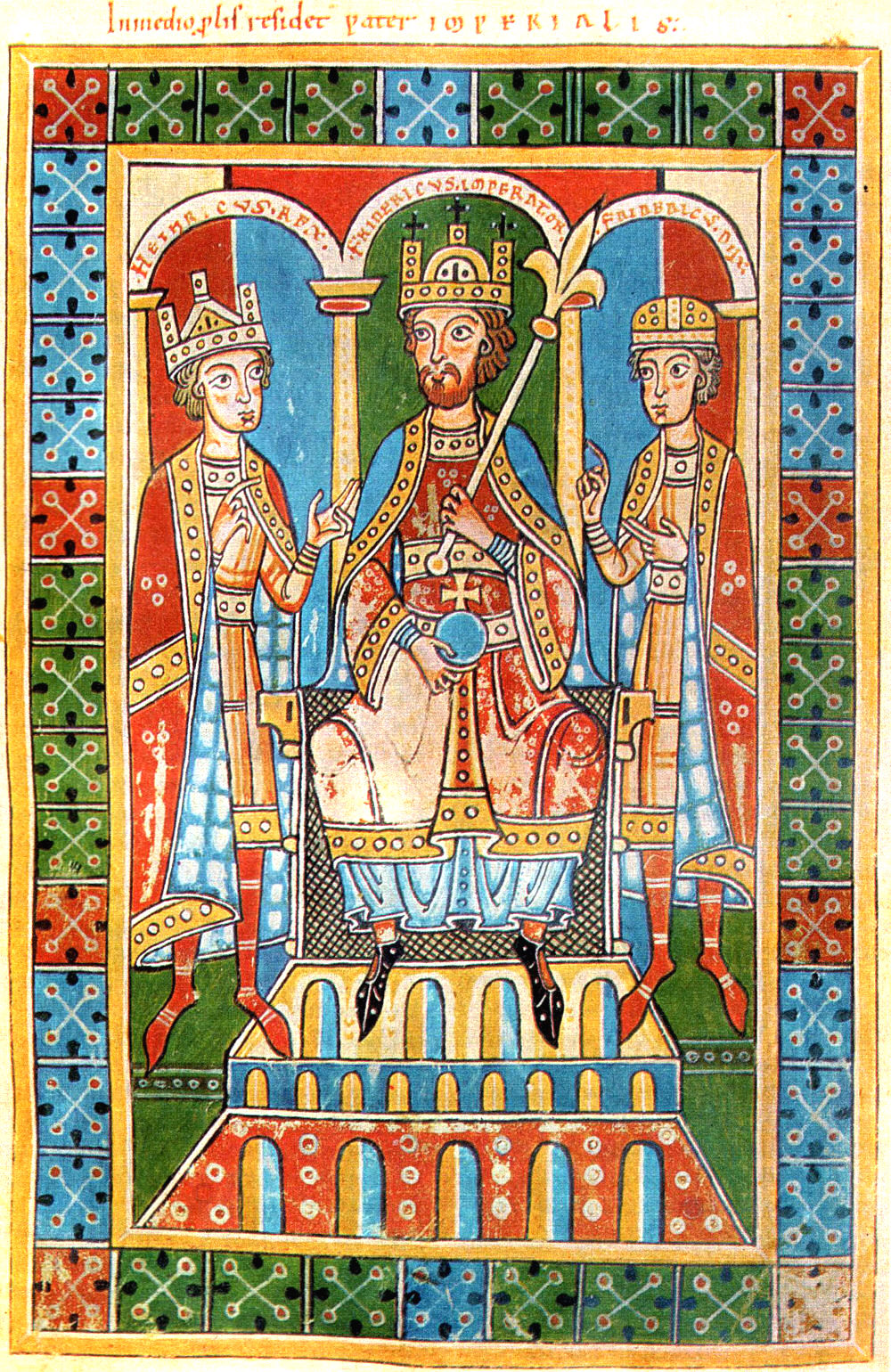
In der mittelalterlichen Buchmalerei finden sich einfarbig-flächige Lokalfarben. Lediglich in den Gesichtern und im Untergewand des Königs sind Schatten vereinfacht dargestellt.

Die Lokalfarbe ist die Farbigkeit, die im mittleren, natürlichen Tageslicht erkennbar ist. Auf den Gegenstand fällt weißes Licht, das in allen Spektralfarben reflektiert werden kann. Da die Lokalfarbe durch Schatten nicht verändert wird (es handelt sich sonst um Erscheinungsfarbe), muss es sich um ein diffuses, ungerichtetes Licht handeln, das keinen Eigenschatten erzeugt. Dabei ist die vom Gegenstand angenommene Farbigkeit von chemischen Strukturen des Gegenstandes abhängig. Die reflektierten Anteile führen zu einer wahrgenommenen Mischfarbe, der Lokalfarbe des Gegenstandes. Beispielsweise erscheint der Gegenstand rot, wenn er hauptsächlich rotes Licht reflektiert. Werden alle Spektralbereiche in voller Stärke reflektiert, erscheint er weiß, bei geringerer Lichtmenge im Schattenbereich grau. Eine Malerei, die mit Lokalfarben gestaltet ist, wirkt abgeschlossen, fixiert und objektiv.

## Farbkonstanz
Wenn ein Gegenstand nicht mit weißem Licht beleuchtet wird, erscheint er dennoch in seiner Lokalfarbe. Unser visuelles Wahrnehmungssystem weist eine Farbkonstanz (chromatische Adaption) auf, d. h. ein bekannter Gegenstand besitzt für uns – unabhängig von Beleuchtungsunterschied, Blickwinkel, Entfernung, Helligkeit, Schatten und Umgebung – im Wesentlichen eine vorherrschende Farbe, diese entspricht der Lokalfarbe. Zum Beispiel wirkt Gras auch im rötlichen Abendlicht grün.

## Verwendung

Einfarbig-flächige Lokalfarben im Wappen von Burgau. Der Himmel ist blau, der Turm ist weiß, die Tannen und die Wiese sind grün.

Die Lokalfarbe findet Verwendung in der naturalistischen Malerei, vor allem in der Renaissance, im Barock, Klassizismus, in der Romantik, im Realismus, Surrealismus, Fotorealismus, wie auch in Architektur, Druckmedien, Filmen, Fotografie oder Werbung.
- Einfarbig-flächige Lokalfarben (ohne Modellierung, Schattierung und Spitzlichter) finden sich z. B. in der mittelalterlichen Buchmalerei, in Wappen, Comics und Vektorgrafiken. Auch Kinder verwenden beim Malen einfarbige Lokalfarben. Sie malen eine Wiese grün, den Himmel blau und ein Dach rot.[11]
- Weitaus häufiger kommt es vor, dass Lokalfarben durch Modellierung, Schattierung und Spitzlichter verändert werden, es handelt sich dann jedoch um Erscheinungsfarbe. Im Gemälde z. B. von Sebastiano Ricci erscheinen die Objekte und Personen in ihrer „natürlichen“ Farbe: der Himmel ist blau, das in Leder gebundene Buch in der rechten unteren Ecke des Bildes hat einen braunen Einband. Ein symbolischer Gehalt, wie beim roten Umhang, bleibt hiervon unberührt.

## Erweiterung

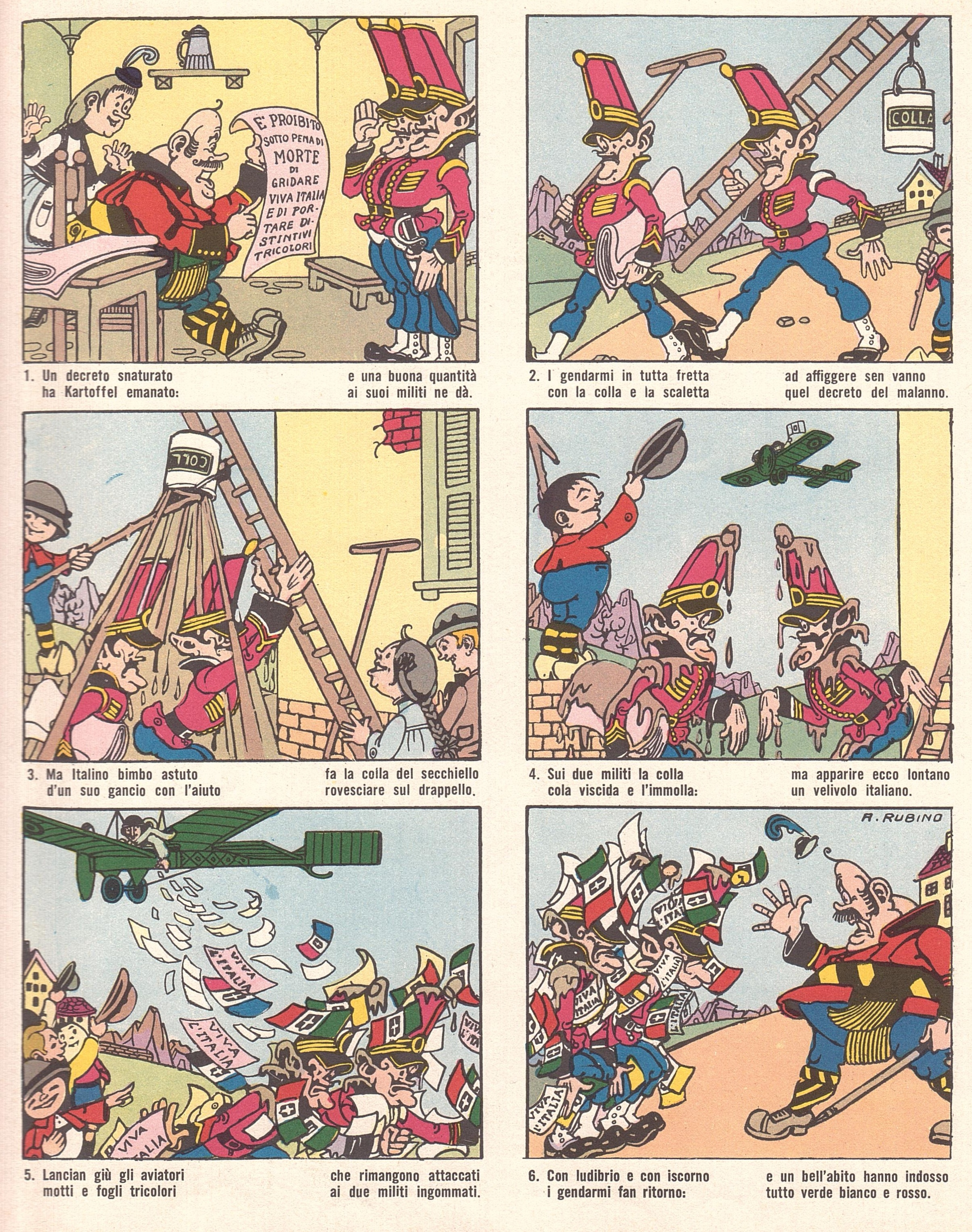
In älteren Comics sind die Lokalfarben einfarbig-flächig aufgetragen.

Insgesamt finden sich immer auch Mischformen aus Lokalfarbe und anderen Farbfunktionen. Die spätmittelalterliche Malerei verbindet z. B. oft Lokalfarbigkeit mit Symbolfarben. Im Gegensatz zur Lokalfarbe bezieht die Erscheinungsfarbe Licht- und Schattenwirkungen sowie die Farbreflexe der Umgebung mit ein, etwa wenn Eigenschatten dargestellt werden oder wenn bei einer weißen Vase auf einem blauen Tischtuch die Schattenseite einen blauen Schimmer bekommt. Den Gesamtton eines Bildes beschreibt der Begriff Raumfarbe.